# Allen & Ginter
Allen & Ginter — американская компания по изготовлению табачных изделий, просуществовавшая с 1880 по 1890 год.

## История
Компания Allen & Ginter, основанная в 1880 году, была ребрендингом предприятия John F. Allen & Company — партнерства, созданного примерно восемью годами ранее Джоном Алленом (John F. Allen) и Льюисом Гинтером. Когда Аллен в 1882 году вышел на пенсию, Гинтер взял в качестве своего нового партнера Джона Поупа (John Pope), но сохранил имя Аллена в названии предприятия.
Allen & Ginter была первой табачной компанией, где использовался женский труд. К 1886 году у них было около 1100 сотрудников, в основном девушек, которые вручную скручивали сигареты.
В середине 1880-х годов компания предложила приз за изобретение машины, способной автоматически скручивать сигареты. В 1880 году Джеймс Альберт Бонсак из Вирджинии изобрел такую машину, которую хотела купить Allen & Ginter, но отказалась от её применения, стремясь сэкономить призовые деньги и опасаясь, что потребители откажутся от машинного продукта. Другой предприниматель — Джеймс Бьюкенен Дьюк купил лицензию на эту машину и использовал её с большим успехом: снизив в результате этого стоимость сигарет, Дьюк получил конкурентное преимущество перед другими производителями и к 1890 году обеспечивал 40 % американского рынка сигарет; после чего объединил конкурировавшие с ним компании в American Tobacco Company, куда также вошло предприятие Allen & Ginter. Льюис Гинтер стал членом правления American Tobacco Company.
В конце 1880-х годов Allen & Ginter выпускала наборы сигаретных карточек в качестве рекламных материалов для своих марок сигарет. Бо́льшую часть коллекции составляли иллюстрированные открытки, но было и несколько коллекций фотографий. Темы варьировались от птиц и диких животных до вождей американских индейцев или мировых флагов. А бейсбольные карточки Allen & Ginter были первыми бейсбольными карточками табачной эры, когда-либо выпущенными для распространения на национальном уровне.